# یاسوشی کیمورا
یاسوشی کیمورا (به ژاپنی: 木村 康) (زاده ۲۸ فوریه ۱۹۴۸) کارآفرین، بازرگان و مدیر ارشد اجرایی ژاپنی است، که اکنون به‌عنوان رئیس هیئت مدیره شرکت جی‌اکس هولدینگز فعالیت می‌نماید. وی همچنین رئیس هیئت مدیره شرکت نیپون اویل نیز می‌باشد.